# Tetracanthella fjellbergi
Tetracanthella fjellbergi är en urinsektsart som beskrevs av Louis Deharveng 1987. Tetracanthella fjellbergi ingår i släktet Tetracanthella och familjen Isotomidae. Arten är reproducerande i Sverige. Inga underarter finns listade i Catalogue of Life.